# مرکوری کولونی پارک
مرکوری کولونی پارک (Mercury Colony Park) خودرویی است که در سال‌های ۱۹۵۷ تا ۱۹۹۱تولید شده‌است.
این خودرو در کلاس خودرو سایز بزرگ قرار گرفته، طراحی آن خودروهای موتور جلو-محور عقب بوده است.